# 中国铁路武汉局集团
中国铁路武汉局集团有限公司，原名武汉铁路局，为中国国家铁路集团下属公司。
国铁武汉局集团公司于2017年铁路局公司化改制而成，管辖范围基本上在湖北省全境以及河南省南部、安徽省的部分地区。共管理线路90条，其中有京广高铁、沪汉蓉客专（合武+汉宜）、武九客专和武咸、武冈、武孝城际、汉十高铁等7条高速铁路，京广、京九、宜万、焦柳、武九、汉丹、襄渝、宁西、漯阜9条既有普速干线，以及74条支线和联络线。至2017年9月，管理的线路总延展长度为11883.2公里，营业里程5075.5公里，高速铁路营业里程1345.91公里。下辖车站269个（不含合资铁路所辖车站），其中特等站3个、一等站14个、二等站29个、三等站68个、四等站92个、五等站63个。其中，局管内武汉铁路枢纽为国家规划的综合铁路枢纽。

## 沿革
武汉铁路局所辖区域内最早的铁路起源于1893年5月张之洞在湖北省修建的大冶铁路。1949年以前，汉口和武昌曾先后8次设立铁路局（或相当于局级的机构）。1949年以后，武汉地区铁路以长江为界，以北为汉口铁路分局，管辖界限北至许昌，隶属于郑州铁路管理局；长江以南设立武昌铁路分局，管辖到长沙以北，隶属于衡阳铁路管理局。1953年1月，武昌铁路分局并入汉口铁路分局，并更名为汉口铁路运输分局，仍隶属于郑州铁路管理局。
1958年10月1日，铁道部决定铁四局合并武汉铁路地区各部门成立武汉铁路局，辖汉口、武昌、黄石、岳阳、长沙铁路分局、衡阳铁路段，及正在开工建设的汉丹铁路管理处（后为襄樊铁路分局）。1961年8月，长沙铁路局并入武汉铁路管理局。武汉局管辖范围内包括汉口、信阳和长沙等3个办事处。1963年4月1日，武汉铁路管理局被撤销，同时设立武汉铁路分局，管辖范围包括湖北省境内铁路，并被划归为郑州铁路管理局的子机构。1966年6月1日，设立襄樊铁路分局，同样被划归郑州铁路管理局。
1971年7月1日，武汉第二次设局，称武汉铁路局。主要管辖湖北省境内铁路，下设武汉、襄樊2个铁路分局。
1983年3月1日，武汉铁路局再次被撤销，武汉、襄樊2个铁路分局再度被划给郑州铁路局。1987年3月，京广线孟庙以南至东篁店段和孟宝线由郑州铁路局交给武汉铁路分局管辖。2005年3月18日，铁道部决定撤销武汉、襄樊铁路分局，重新成立武汉铁路局，实行路局直管站段体制。同年5月15日，南昌铁路局京九线淮滨至蔡山段、宁西线潢川北站至祖师庙站划归武汉铁路局管辖。
2005年，武汉铁路局进行了工商登记。
武昌南机务段建成于1976年。位于武汉市洪山区青菱乡李家桥柴湖。2003年，武南机务段兼并具有100年历史的武昌机务段。目前武南机务段主要负责武汉局大部分客车和武九线部分货车牵引工作以及武汉枢纽长江以南地区调车工作，担当本段配属和局管内部分内燃机车的大、中、小、辅修和电力机车中、小、辅修及整备任务，也担当部分动车组机务乘务工作。下辖武昌机务折返段和汉口折返段。江岸机务段始建于1898年。位于武汉市黄陂区武汉北编组站内。主要担当武汉局管内货运列车、东西向部分旅客列车牵引和武汉枢纽长江以北的调车作业任务。武汉车辆段始建于1963年。位于武汉市武昌区莲溪寺晒湖路36号。占地面积29公顷，生产房屋面积达76,114平方米，段内客车整备场有整备线13条、存车线8条、临修线1条段内有3线12台位的段修库和2线6台位的空调检修库各1座。担负着武汉地区武汉局普速客运列车的整备工作。汉口客车整备所始建于1992年，位于武汉市江汉区复兴村。汉口客车整备所有整备线12条、临修线2条、存车线4条，主要负责江北地区武汉局担当的客运列车整备检修工作。武汉动车段位于武汉市市区东部青山区和洪山区境内，三环线旁，位于武广高速铁路东侧和武汉站货车外绕线西侧之间。主要负责京广高铁的动车检修职责。。汉口动车所位于中國武汉市江岸区，原址为京广铁路江岸西站，位于汉口站东侧3公里。汉口动车运用所是沪汉蓉客运专线铁路汉宜铁路工程和汉口站改造工程的配套中的重要组成部分，目前是武汉地区250km/h级动车组最重要的检修场所。
2017年11月4日，济南、乌鲁木齐、南昌、北京、哈尔滨、武汉、郑州、上海、呼和浩特、昆明、青藏铁路公司等11家铁路局（公司）的名称变更通过国家工商行政管理总局核准，武汉铁路局名称变更为中国铁路武汉局集团有限公司（(国)名称变核内字[2017]第5282号）。
2017年11月15日，在国家企业信用信息公示系统中，中国铁路武汉局集团有限公司已完成工商登记变更。工商登记变更后，中国铁路武汉局集团有限公司仍为中国铁路总公司100%控股的公司，公司由原先的全民所有制企业变成有限责任公司（非自然人投资或控股的法人独资）企业，注册资本由原先的1517.59691亿元变更为2246.1591亿元人民币，经营范围由原先仅能从事铁路客货运输、运输设施修理与制造、物资采购与供销（国家限制物资除外）、生活服务、承办陆运进出口业务的国际货物运输代理业务等，扩大到囊括通信、信号、供电、供水、工务设备的研制、生产、安装与修理，工务线路、桥涵、隧道修理，装卸机械、机械动力、仪器仪表及货运安保设备的研制、生产、安装与修理，铁路线路、站场设备技术开发与应用，基本建设，对外经济贸易，卫生保健、文化设施服务，仓储，房地产开发和经营，信息及通讯网络技术系统集成、研发和服务等。
2017年11月19日，中国铁路武汉局集团有限公司正式挂牌。
2020年1月24日起，受到2019冠状病毒病疫情的影响，武汉局担当的114.5对管内列车停运直至另有通知。1月25日，武汉局集团发布数条公告，宣布继续停运该局担当的144对直通旅客列车，包括G字头75对、D字头44对、普速25对，以及44座管内车站。自此武汉局集团担当的221对图定旅客列车中仅有除河南省始发终到的6.5对继续开行。列车停运期间，其拥有的车底临时外借给北京、沈阳、郑州、广州、成都、昆明局等集团有限公司，其中动车组84组、25T型客车5组。1月31日起，部分原有武汉局担当司机乘务的过路列车改由广州局集团人员担当。3月24日，武汉局宣布自25日起恢复办理湖北省境内除武汉市铁路客站外的到达和出发业务；28日零时起，恢复办理武汉市铁路客站到达业务；4月8日零时起恢复办理武汉市铁路客站出发业务。

## 机构设置
中国铁路武汉局集团有限公司设置下列站段（所）：

### 直属站
- 武汉站
- 汉口站
- 武汉北站
- 襄阳站
- 襄阳北站
- 平顶山东站
- 漯河站
- 信阳站

### 车务段
- 武昌车务段
- 十堰车务段
- 宜昌车务段
- 汉西车务段
- 驻马店车务段
- 麻城车务段

### 机务段
- 武昌南机务段（武局南段）
- 江岸机务段（武局江段）
- 襄阳机务段（武局襄段）

### 车辆段
- 武昌客车车辆段
- 江岸车辆段
- 襄阳车辆段

### 動車段（所）
- 武汉動車段
- 汉口动车运用所
- 襄阳动车运用所

### 客運段
- 武漢客運段
- 襄陽客運段

### 供电段
- 武汉供电段
- 襄阳供电段
- 信阳供电段

### 电务段
- 武汉电务段
- 襄阳电务段
- 信阳电务段

### 工务桥梁检修段
- 武汉桥工段
- 信阳工务段
- 麻城工务段
- 襄阳工务段
- 武汉高铁工务段
- 武汉工务大修段
- 武汉大型养路机械运用检修段
- 武汉大功率机车检修段

### 维修段
- 宜昌综合维修段
- 襄州运营维修段

### 通信段
- 武汉通信段

### 房建生活段
- 武汉房建生活段
- 襄阳房建生活段
- 信阳房建生活段

## 历任领导
武汉铁路局
| 局长 - 汪亚平（？—2017年） | 党委书记 - 宋强太（？—2017年） |

中国铁路武汉局集团有限公司
| 董事长 - 张千里（2017年—2020年9月） - 赵峻（2020年—2024年） - 戴弘（2024年6月—） | 总经理 - 庄河（2017年—） | 党委书记 |

## 管辖范围
中国铁路武汉局集团公司管辖下列铁路区间：
- 京广铁路：与郑州铁路局在小商桥、孟庙车站间K807+000处分界，与广州铁路（集团）公司在蒲圻、茶岭车站间K1337+600处分界。
- 京九铁路：与上海局集团在淮滨、阜阳南车站间K907+300处分界，与南昌局集团在蔡山、孔垄车站间K1277+000处分界。
- 武九铁路：西起武昌站21号道岔，与南昌局集团在西河村、夏畈车站间K185+809处分界。
- 孟宝铁路：东起孟庙站40号岔尖，与郑州局集团在余官营、宝丰车站间K94+843处分界。
- 宁西铁路：与郑州局集团在小林、李家湾车站间K563+600处分界，与上海局集团在祖师庙、叶集车站间K800+400处分界。
- 襄渝铁路：东起老河口东3号岔尖，与西安局集团在胡家营、白河县车站间K174+994处分界。
- 汉丹铁路：全线，东起汉口站，西至丹江站。
- 焦柳铁路：与郑州局集团在郜营、耿坡车站间K474+099处分界，与广州局集团在西斋、澧县车站间K798+451处分界
- 鸦宜铁路：东起鸦雀岭站12号岔尖，西至晓溪塔站K49+000处与地方专用线分界。
- 汉宜铁路：全线，东起汉口站，西至宜昌东站。
- 宜万铁路：宜昌东站至凉雾站共288公里（不包含凉雾站），与成都局集团在凉雾站分界。
- 合武铁路：西起汉口站，东至墩义堂站（不包含）与上海铁路局分界。
- 浩吉铁路：构林南站以北与西安局集团分界，至吉安站（不包含）与南昌铁路局分界。
- 京广客运专线：漯河西站以北与郑州局集团分界，赤壁北站以南与广州局集团分界。
- 荆荆客运专线：全线，南起荆州站，北至荆门西站。
- 武汉城市圈城际铁路：汉孝城际铁路、武咸城际铁路、武黄城际铁路、武冈城际铁路全线。